# KILL THIS LOVE
《KILL THIS LOVE》는 대한민국 4인조 걸 그룹 블랙핑크의 두 번째 미니 음반으로 2019년 4월 5일에 발매되었다. 타이틀곡은 Kill This Love이다.

## 발매 과정
2019년 3월 25일, 블랙핑크의 4월 5일 컴백이 확정되었고, EP 앨범명, 타이틀곡 제목이 공개되었다. 또한 멤버 리사의 개인 티저 사진도 공개되었다. 다음날인 3월 26일, 멤버 제니의 개인 티저 사진이 공개되었다. 27일에는 멤버 지수의 사진이, 28일 오전 9시에는 로제)의 사진이 차례대로 공개되었다. 
4월 1일, 트랙리스트가 공개되었다. 같은 날 오후 1시에 리사의 티저 영상이, 오후 4시에 제니의 티저 영상이 공개되었다.
4월 2일 오전 9시에는 지수의, 오후 1시에는 로제의 개인 티저 영상이 공개되었다.
4월 3일 오전 9시, 타이틀곡의 뮤직 비디오 티저가 공개되었다. 4월 4일 자정에는 공식 블로그에 D-1 포스터를 공개했다.
4월 5일 자정, 음원사이트 등을 통해 발매되었다. 공개 9시간 만에 뮤직 비디오 조회수가 2000만을 돌파했다.

## 수록곡
| #            | 제목                               | 작사                    | 작곡                                                    | 재생 시간 |
| ------------ | ---------------------------------- | ----------------------- | ------------------------------------------------------- | --------- |
| 1.           | 〈Kill This Love〉                 | 테디, Bekuh Boom        | 테디, R.Tee, 24, Bekuh Boom (편곡: 테디, R.Tee, 24)     | 3:09      |
| 2.           | 〈Don't Know What To Do〉          | 테디                    | 테디, 24, Brian Lee, Bekuh Boom (편곡: 테디, R.Tee, 24) | 3:22      |
| 3.           | 〈Kick It〉                        | 테디, Danny Chung, TAEO | 테디, 24 (편곡: 24)                                     | 3:12      |
| 4.           | 〈아니길 (Hope Not)〉              | TEDDY, 마스타 우        | TEDDY, 서원진, Lydia Paek (편곡: 서원진)                | 3:12      |
| 5.           | 〈뚜두뚜두 (DDU-DU DDU-DU) Remix〉 | 테디                    | 테디, 24, R.Tee, Bekuh Boom (편곡: R.Tee)               | 3:22      |
| 총 재생 시간 | 총 재생 시간                       | 총 재생 시간            | 총 재생 시간                                            | 16:19     |